# Septoria ostryae
Septoria ostryae è una specie di fungo ascomicete della famiglia delle Mycosphaerellaceae. Parassita, causa la septoriosi delle piante di nocciolo.